# Enicospilus insinuator
Enicospilus insinuator är en stekelart som först beskrevs av Smith 1860.  Enicospilus insinuator ingår i släktet Enicospilus och familjen brokparasitsteklar. Inga underarter finns listade i Catalogue of Life.